# Celtic Football Club 2019-2020
Questa voce raccoglie le informazioni riguardanti il Celtic Football Club nelle competizioni ufficiali della stagione 2019-2020.

## Stagione
Dopo una prima sospensione dovuta alla pandemia di COVID-19 del 2020 nel Regno Unito, la SPFL, il 18 maggio, ha dichiarato definitivamente concluso il campionato, assegnato il titolo al Celtic, che al momento dello stop occupava la prima posizione in classifica.. In Scottish Premiership il Celtic si classifica al primo posto (80 punti, in media 2,66 a partita) e vince per la 51ª volta il campionato, oltre che per la 9ª volta consecutiva. In Scottish Cup batte in finale gli Hearts (3-3 e poi 4-3 ai rigori) e vince per la 40ª volta la coppa. In Scottish League Cup batte in finale i Rangers (1-0) e vince per la 19ª volta la coppa. In Champions League supera il primo turno preliminare battendo i bosniaci del Sarajevo (5-2) e il secondo turno battendo gli estoni del Kalju Nõmme (7-0), poi perde al terzo turno preliminare contro i romeni del CFR Cluj (4-5). In Europa League raggiunge la fase a gironi, dopo aver eliminato gli svedesi dell'AIK nel turno di spareggi (6-1). Inserito nel gruppo E con CFR Cluj, Lazio e Rennes, si classifica al primo posto con 13 punti e accede alla fase finale, dove viene eliminato ai sedicesimi dal Copenaghen (2-4 complessivo).

## Maglie e sponsor
Per l'attuale stagione Dafabet rimane lo sponsor ufficiale del Celtic e New Balance continua ad essere fornitore e sponsor tecnico della compagine.
| Casa | Trasferta | Terza divisa |

## Organigramma societario
Area direttiva
- Presidente: Ian Bankier

Area tecnica
- Direttore sportivo della sezione calcistica: Glen Driscoll
- Allenatore: Neil Lennon
- Allenatore in seconda: John Kennedy
- Assistente tecnico: Damien Duff
- Allenatore dei portieri: Stevie Woods
- Preparatore atletico: Jack Nayler, John Currie

Area marketing
- Direttore economico: Brian Meehan

Area sanitaria
- Medico sociale: Ian Sharpe
- Fisioterapisti: Jennifer Graham, Davie McGovern, Tim Williamson
- Nutrizionista: Rob Naughton

## Rosa
Rosa e numerazione tratte dal sito ufficiale.
| N. |                           | Ruolo | Calciatore             |
| -- | ------------------------- | ----- | ---------------------- |
| 1  | Scozia (bandiera)         | P     | Craig Gordon           |
| 2  | Francia (bandiera)        | D     | Christopher Jullien    |
| 3  | Scozia (bandiera)         | D     | Greg Taylor            |
| 4  | Scozia (bandiera)         | D     | Jack Hendry            |
| 5  | Croazia (bandiera)        | D     | Jozo Šimunović         |
| 6  | Israele (bandiera)        | C     | Nir Biton              |
| 8  | Scozia (bandiera)         | C     | Scott Brown (capitano) |
| 9  | Scozia (bandiera)         | A     | Leigh Griffiths        |
| 10 | Costa d'Avorio (bandiera) | A     | Vakoun Issouf Bayo     |
| 11 | Polonia (bandiera)        | A     | Patryk Klimala         |
| 13 | Austria (bandiera)        | D     | Moritz Bauer           |
| 14 | Australia (bandiera)      | C     | Daniel Arzani          |
| 15 | Irlanda (bandiera)        | C     | Jonny Hayes            |
| 17 | Scozia (bandiera)         | C     | Ryan Christie          |
| 18 | Australia (bandiera)      | C     | Tom Rogić              |
| 19 | Scozia (bandiera)         | A     | Michael Johnston       |
| 20 | Ucraina (bandiera)        | A     | Mar"jan Šved           |

| N. |                             | Ruolo | Calciatore            |
| -- | --------------------------- | ----- | --------------------- |
| 21 | Francia (bandiera)          | C     | Olivier Ntcham        |
| 22 | Francia (bandiera)          | A     | Odsonne Édouard       |
| 23 | Belgio (bandiera)           | D     | Boli Bolingoli-Mbombo |
| 23 | Irlanda (bandiera)          | A     | Jonathan Afolabi      |
| 27 | Norvegia (bandiera)         | C     | Mohamed Elyounoussi   |
| 28 | Irlanda (bandiera)          | C     | Luca Connell          |
| 29 | Scozia (bandiera)           | P     | Scott Bain            |
| 30 | Paesi Bassi (bandiera)      | D     | Jeremie Frimpong      |
| 33 | Israele (bandiera)          | D     | Hatem Abd Elhamed     |
| 35 | Norvegia (bandiera)         | D     | Kristoffer Ajer       |
| 41 | Scozia (bandiera)           | C     | Scott Robertson       |
| 42 | Scozia (bandiera)           | C     | Callum McGregor       |
| 49 | Scozia (bandiera)           | C     | James Forrest         |
| 59 | Scozia (bandiera)           | D     | Calvin Miller         |
| 65 | Irlanda del Nord (bandiera) | P     | Conor Hazard          |
| 67 | Inghilterra (bandiera)      | P     | Fraser Forster        |
| 77 | Inghilterra (bandiera)      | C     | Karamoko Dembélé      |

## Calciomercato

### Sessione estiva (dall'1/7 al 2/9)
| Acquisti | Acquisti              | Acquisti           | Acquisti               |
| R.       | Nome                  | da                 | Modalità               |
| -------- | --------------------- | ------------------ | ---------------------- |
| P        | Fraser Forster        | Southampton        | prestito               |
| D        | Boli Bolingoli-Mbombo | Rapid Vienna       | definitivo (3 mln €)   |
| D        | Hatem Abd Elhamed     | Hapoel Be'er Sheva | definitivo (1,8 mln €) |
| D        | Moritz Bauer          | Stoke City         | prestito               |
| D        | Andrew Gutman         | FC Cincinnati      | prestito               |
| D        | Christopher Jullien   | Tolosa             | definitivo (2,2 mln €) |
| D        | Greg Taylor           | Kilmarnock         | definitivo (7 mln €)   |
| D        | Jeremie Frimpong      | Manchester City    | definitivo (0 mln €)   |
| C        | Luca Connell          | Bolton             | definitivo (0,3 mln €) |
| C        | Liam Burt             | Rangers            | definitivo (0 mln €)   |
| C        | Mohamed Elyounoussi   | Southampton        | prestito               |
| A        | Jonathan Afolabi      | Southampton        | definitivo (0 mln €)   |

| Cessioni | Cessioni         | Cessioni       | Cessioni              |
| R.       | Nome             | da             | Modalità              |
| -------- | ---------------- | -------------- | --------------------- |
| P        | Reece Willison   | Airdrieonians  | definitivo (0 mln €)  |
| D        | Dedryck Boyata   | Hertha Berlino | definitivo (0 mln €)  |
| D        | Emilio Izaguirre |                | svincolato            |
| D        | Mikael Lustig    | Gent           | definitivo (0 mln €)  |
| D        | Wallace Duffy    | St. Johnstone  | prestito              |
| D        | Cristian Gamboa  |                | svincolato            |
| D        | Marvin Compper   | Duisburg       | definitivo (0 mln €)  |
| D        | Lewis Bell       |                | svincolato            |
| D        | Kieran Tierney   | Arsenal        | definitivo (25 mln €) |
| C        | Scott Allan      | Hibernian      | fine prestito         |
| C        | Regan Hendry     | Raith Rovers   | definitivo (0 mln €)  |
| C        | Youssouf Mulumbu |                | svincolato            |
| C        | Kristi Marku     |                | svincolato            |
| A        | Ross McLaughlin  |                | svincolato            |
| A        | Thomas Caffrey   |                | svincolato            |
| A        | PJ Crossan       |                | svincolato            |

### Sessione invernale(dall'1/1 al 31/1)
| Acquisti | Acquisti       | Acquisti    | Acquisti               |
| R.       | Nome           | da          | Modalità               |
| -------- | -------------- | ----------- | ---------------------- |
| C        | Ismaila Soro   | Bnei Yehuda | definitivo (2,4 mln €) |
| A        | Patryk Klimala | Jagiellonia | definitivo (4 mln €)   |

| Cessioni | Cessioni         | Cessioni        | Cessioni             |
| R.       | Nome             | da              | Modalità             |
| -------- | ---------------- | --------------- | -------------------- |
| A        | Scott Sinclair   | Preston N.E.    | definitivo (0 mln €) |
| D        | Lee O'Connor     | Partick Thistle | prestito             |
| D        | Jack Hendry      | Melbourne City  | prestito             |
| C        | Kouassi Eboue    | Genk            | prestito             |
| P        | Conor Hazard     | Dundee          | prestito             |
| A        | Jonathan Afolabi | Dunfermline     | prestito             |
| C        | Lewis Morgan     | Inter Miami     | definitivo           |

## Risultati

### Scottish Premiership

#### Stagione regolare
| Arbitro: | Clancy |

|                                                                         |           |  |
| Johnston 9’ Christie 26’, 30’, 67’ Ntcham 72’ Édouard 80’ Griffiths 86’ | Marcatori |  |

| Arbitro: | Walsh |

|                     |           |                                                                    |
| Donnelly 12’, 90+1’ | Marcatori | 14’ Ajer 41’ Griffiths 66’ Forrest 76’ Édouard 86’ (rig.) Christie |

| Arbitro: | Collum |

|                            |           |                |
| Bayo 29’, 60’ McGregor 54’ | Marcatori | 81’ Washington |

| Arbitro: | Madden |

|  |           |                         |
|  | Marcatori | 32’ Édouard 90+3’ Hayes |

| Arbitro: | Robertson |

|  |           |            |
|  | Marcatori | 4’ Forrest |

| Arbitro: | Aitken |

|                               |           |            |
| Édouard 44’, 53’ Christie 57’ | Marcatori | 33’ Brophy |

| Arbitro: | Clancy |

|                |           |              |
| Ajer 8’ (aut.) | Marcatori | 24’ Christie |

| Arbitro: | Collum |

|                        |           |  |
| Robinson 47’ Dykes 73’ | Marcatori |  |

| Arbitro: | Robertson |

|                                                                             |           |  |
| Elyonoussi 4’, 72’ Édouard 46’ McGregor 49’ Fontaine 50’ (aut.) Forrest 55’ | Marcatori |  |

| Arbitro: | Beaton |

|  |           |                                                      |
|  | Marcatori | 10’ Édouard 15’ Frimpong 37’ Forrest 45’ Elyounoussi |

| Arbitro: | Clancy |

|                             |           |  |
| Elyounoussi 49’ Forrest 54’ | Marcatori |  |

| Arbitro: | Madden |

|  |           |                         |
|  | Marcatori | 28’ Christie 40’ Ntcham |

| Arbitro: | Muir |

|                             |           |  |
| Édouard 19’ Tait 54’ (aut.) | Marcatori |  |

| Arbitro: | Dallas |

|                                          |           |  |
| Édouard 19’ Brown 57’ Forrest 64’, 90+1’ | Marcatori |  |

| Arbitro: | Walsh |

|             |           |                                          |
| Stewart 24’ | Marcatori | 11’, 38’ Christie 67’ Rogić 73’ Johnston |

| Arbitro: | Muir |

|                          |           |           |
| Christie 13’ Brown 90+2’ | Marcatori | 90’ Ogboe |

| Arbitro: | Beaton |

|  |           |                                     |
|  | Marcatori | 6’ Ntcham 20’ Forrest 26’ Griffiths |

| Arbitro: | Beaton |

|                          |           |  |
| Frimpong 39’ Édouard 66’ | Marcatori |  |

| Arbitro: | Anderson |

|                        |           |              |
| Jullien 7’ Édouard 66’ | Marcatori | 35’ Cosgrove |

| Arbitro: | Collum |

|                |           |                          |
| MacPherson 89’ | Marcatori | 22’ McGregor 32’ Forrest |

| Arbitro: | Clancy |

|             |           |                    |
| Édouard 42’ | Marcatori | 36’ Kent 56’ Katić |

| Arbitro: | Robertson |

|             |           |                                       |
| Kabamba 66’ | Marcatori | 25’ Édouard 51’ Griffiths 73’ Jullien |

| Arbitro: | Clancy |

|                                      |           |  |
| McGregor 37’ (rig.) Édouard 65’, 68’ | Marcatori |  |

| Arbitro: | Walsh |

|           |           |                                            |
| Ogboe 26’ | Marcatori | 35’, 81’ Édouard 78’ Jullien 90+1’ Forrest |

| Arbitro: | Robertson |

|  |           |                                            |
|  | Marcatori | 9’, 80’ Édouard 51’ Griffiths 75’ McGregor |

| Arbitro: | Collum |

|                                                                |           |  |
| Ntcham 30’ Jullien 46’ McGregor 52’ Christie 67’ Šimunović 80’ | Marcatori |  |

| Arbitro: | Dallas |

|            |           |                       |
| Taylor 27’ | Marcatori | 10’ McGregor 81’ Ajer |

| Arbitro: | Clancy |

|                                    |           |                  |
| Ajer 28’ Édouard 33’ Griffiths 62’ | Marcatori | 6’ (rig.) Brophy |

| Arbitro: | Collum |

|                          |           |                          |
| Guthrie 24’ Robinson 46’ | Marcatori | 16’ McGregor 90+1’ Rogić |

| Arbitro: | Duncan |

|                                                         |           |  |
| Griffiths 18’, 44’, 78’ Édouard 54’ McGregor 90’ (rig.) | Marcatori |  |

| Glasgow 31ª giornata | Rangers | – Annullata | Celtic | Ibrox |

| Glasgow 32ª giornata | Celtic | – Annullata | St. Johnstone | Celtic Park |

| Edimburgo 33ª giornata | Hibernian | – Annullata | Celtic | Easter Road |

### Scottish Cup
| Arbitro: | Muir |

|                       |           |                            |
| Bannigan 90+3’ (rig.) | Marcatori | 12’ Griffiths 78’ McGregor |

| Arbitro: | Madden |

|  |           |                               |
|  | Marcatori | 16’ Ntcham 40’ Brown 90’ Bayo |

| Arbitro: | Madden |

|  |           |              |
|  | Marcatori | 81’ Christie |

| Arbitro: | Robertson |

|                              |           |  |
| Christie 18’ Elyounoussi 23’ | Marcatori |  |

| Arbitro: | Beaton |

|                                                |                      |                                      |
| Christie 19’ Édouard 29’ (rig.) Griffiths 105’ | Marcatori            | 48’ Boyce 67’ Kingsley 111’ Ginnelly |
| Griffiths McGregor Christie Johnston Ajer      | Tiri di rigore 4 – 3 | Naismith Smith Lee Kingsley Wighton  |

### Scottish League Cup
| Arbitro: | Beaton |

|                           |           |              |
| Johnston 55’ Forrest 114’ | Marcatori | 77’ Beadling |

| Arbitro: | McLean |

|                                                 |           |  |
| Bayo 15’ Rogić 46’ Ntcham 56’, 63’ Sinclair 76’ | Marcatori |  |

| Arbitro: | Madden |

|                          |           |                                                  |
| Hallberg 36’ Kamberi 58’ | Marcatori | 17’, 44’ Elyounoussi 21’ McGregor 56’, 90’ Brown |

| Arbitro: | Collum |

|  |           |             |
|  | Marcatori | 60’ Jullien |

### UEFA Champions League

#### Turni preliminari
| Arbitro: | Nyberg |

|            |           |                                       |
| Oremuš 29’ | Marcatori | 35’ Johnston 51’ Édouard 85’ Sinclair |

| Arbitro: | Durieux |

|                           |           |           |
| Christie 26’ McGregor 75’ | Marcatori | 62’ Tatar |

| Arbitro: | Kehlet |

|                                                                |           |  |
| Ajer 36’ Christie 44’ (rig.), 65’ Griffiths 45+3’ McGregor 77’ | Marcatori |  |

| Arbitro: | Millot |

|  |           |                                |
|  | Marcatori | 10’ (aut.) Kulinitš 90+3’ Šved |

| Arbitro: | Jovanović |

|            |           |             |
| Rondón 28’ | Marcatori | 37’ Forrest |

| Arbitro: | Treimanis |

|                                      |           |                                                |
| Forrest 51’ Édouard 61’ Christie 76’ | Marcatori | 27’ Deac 74’ (rig.), 80’ Omrani 90+7’ Țucudean |

### UEFA Europa League

#### Play-off
| Arbitro: | Bognár |

|                         |           |  |
| Forrest 48’ Édouard 73’ | Marcatori |  |

| Arbitro: | Dabanovic |

|                    |           |                                                        |
| Larsson 33’ (rig.) | Marcatori | 17’ Forrest 34’ (aut.) Linnér 87’ Jullien 90+3’ Morgan |

#### Fase a gironi
| Arbitro: | Sánchez Martínez |

|                  |           |                     |
| Niang 38’ (rig.) | Marcatori | 59’ (rig.) Christie |

| Arbitro: | Siebert |

|                             |           |  |
| Édouard 20’ Elyounoussi 59’ | Marcatori |  |

| Arbitro: | Bebek |

|                          |           |             |
| Christie 67’ Jullien 89’ | Marcatori | 40’ Lazzari |

| Arbitro: | Stieler |

|             |           |                          |
| Immobile 7’ | Marcatori | 38’ Forrest 90+5’ Ntcham |

| Arbitro: | Eskås |

|                                        |           |           |
| Morgan 22’ Christie 45+1’ Johnston 74’ | Marcatori | 89’ Hunou |

| Arbitro: | Özkahya |

|                       |           |  |
| Burcă 49’ Đoković 70’ | Marcatori |  |

#### Fase ad eliminazione diretta
| Arbitro: | Karasëv |

|            |           |             |
| N'Doye 52’ | Marcatori | 14’ Édouard |

| Arbitro: | Soares Dias |

|                    |           |                                    |
| Édouard 83’ (rig.) | Marcatori | 51’ Santos 85’ Pep Biel 88’ N'Doye |

## Statistiche

### Statistiche di squadra
| Competizione         | Punti | In casa | In casa | In casa | In casa | In casa | In casa | In trasferta | In trasferta | In trasferta | In trasferta | In trasferta | In trasferta | Totale | Totale | Totale | Totale | Totale | Totale | DR   |
| Competizione         | Punti | G       | V       | N       | P       | Gf      | Gs      | G            | V            | N            | P            | Gf           | Gs           | G      | V      | N      | P      | Gf     | Gs     | DR   |
| -------------------- | ----- | ------- | ------- | ------- | ------- | ------- | ------- | ------------ | ------------ | ------------ | ------------ | ------------ | ------------ | ------ | ------ | ------ | ------ | ------ | ------ | ---- |
| Scottish Premiership | 80    | 15      | 14      | 0       | 1       | 50      | 7       | 15           | 12           | 2            | 1            | 40           | 12           | 30     | 26     | 2      | 2      | 89     | 19     | +70  |
| Scottish Cup         | -     | 0       | 0       | 0       | 0       | 0       | 0       | 5            | 4            | 1            | 0            | 11           | 4            | 5      | 4      | 1      | 0      | 11     | 4      | +7   |
| Scottish League Cup  | -     | 2       | 2       | 0       | 0       | 7       | 1       | 2            | 2            | 0            | 0            | 6            | 2            | 4      | 4      | 0      | 0      | 13     | 3      | +10  |
| Champions League     | -     | 3       | 2       | 0       | 1       | 10      | 5       | 3            | 2            | 1            | 0            | 6            | 2            | 6      | 4      | 1      | 1      | 16     | 7      | +9   |
| Europa League        | 13    | 5       | 4       | 0       | 1       | 10      | 5       | 5            | 2            | 1            | 2            | 8            | 6            | 10     | 6      | 2      | 2      | 18     | 11     | +7   |
| Totale               | 93    | 25      | 22      | 0       | 3       | 78      | 18      | 30           | 22           | 6            | 2            | 70           | 26           | 55     | 44     | 6      | 5      | 147    | 44     | +103 |

### Andamento in campionato
| Giornata  | 1 | 2 | 3 | 4 | 5 | 6 | 7 | 8 | 9 | 10 | 11 | 12 | 13 | 14 | 15 | 16 | 17 | 18 | 19 | 20 | 21 | 22 | 23 | 24 | 25 | 26 | 27 | 28 | 29 | 30 |
| --------- | - | - | - | - | - | - | - | - | - | -- | -- | -- | -- | -- | -- | -- | -- | -- | -- | -- | -- | -- | -- | -- | -- | -- | -- | -- | -- | -- |
| Luogo     | C | T | C | T | T | C | T | T | C | T  | C  | T  | C  | C  | T  | C  | T  | C  | C  | T  | C  | T  | C  | T  | T  | C  | T  | C  | T  | C  |
| Risultato | V | V | V | V | V | V | N | P | V | V  | V  | V  | V  | V  | V  | V  | V  | V  | V  | V  | P  | V  | V  | V  | V  | V  | V  | V  | N  | V  |
| Posizione | 1 | 1 | 1 | 1 | 1 | 1 | 1 | 2 | 1 | 1  | 1  | 1  | 1  | 1  | 1  | 1  | 1  | 1  | 1  | 1  | 1  | 1  | 1  | 1  | 1  | 1  | 1  | 1  | 1  | 1  |

Legenda:

Luogo: C = Casa; T = Trasferta. Risultato: V = Vittoria; N = Pareggio; P = Sconfitta.

### Statistiche dei giocatori
| Giocatore           | Premiership | Premiership | Premiership | Premiership | Scottish Cup | Scottish Cup | Scottish Cup | Scottish Cup | Scottish League Cup | Scottish League Cup | Scottish League Cup | Scottish League Cup | Competizioni UEFA | Competizioni UEFA | Competizioni UEFA | Competizioni UEFA | Totale   | Totale | Totale      | Totale     |
| Giocatore           | Presenze    | Reti        | Ammonizioni | Espulsioni  | Presenze     | Reti         | Ammonizioni  | Espulsioni   | Presenze            | Reti                | Ammonizioni         | Espulsioni          | Presenze          | Reti              | Ammonizioni       | Espulsioni        | Presenze | Reti   | Ammonizioni | Espulsioni |
| ------------------- | ----------- | ----------- | ----------- | ----------- | ------------ | ------------ | ------------ | ------------ | ------------------- | ------------------- | ------------------- | ------------------- | ----------------- | ----------------- | ----------------- | ----------------- | -------- | ------ | ----------- | ---------- |
| K. Ajer             | 28          | 3           | 3           | 0           | 3            | 0            | 1            | 0            | 4                   | 0                   | 1                   | 0                   | 15                | 1                 | 3                 | 0                 | 50       | 4      | 8           | 0          |
| D. Arzani           | 0           | 0           | 0           | 0           | 1            | 0            | 0            | 0            | 0                   | 0                   | 0                   | 0                   | 0                 | 0                 | 0                 | 0                 | 1        | 0      | 0           | 0          |
| S. Bain             | 2           | -2          | 0           | 0           | 2            | -0           | 0            | 0            | 0                   | -0                  | 0                   | 0                   | 5                 | -7                | 0                 | 0                 | 9        | -9     | 0           | 0          |
| M. Bauer            | 9           | 0           | 3           | 0           | 1            | 0            | 0            | 0            | 0                   | 0                   | 0                   | 0                   | 3                 | 0                 | 0                 | 0                 | 13       | 0      | 3           | 0          |
| V. Bayo             | 7           | 2           | 0           | 0           | 1            | 1            | 0            | 0            | 1                   | 1                   | 0                   | 0                   | 5                 | 0                 | 2                 | 1                 | 14       | 4      | 2           | 1          |
| N. Biton            | 15          | 0           | 1           | 0           | 3            | 0            | 1            | 0            | 2                   | 0                   | 1                   | 0                   | 11                | 0                 | 4                 | 0                 | 31       | 0      | 7           | 0          |
| B. Bolingoli-Mbombo | 14          | 0           | 1           | 0           | 1            | 0            | 0            | 0            | 2                   | 0                   | 0                   | 0                   | 11                | 0                 | 2                 | 0                 | 28       | 0      | 3           | 0          |
| S. Brown            | 29          | 2           | 6           | 0           | 5            | 1            | 0            | 0            | 3                   | 2                   | 0                   | 0                   | 15                | 0                 | 5                 | 0                 | 52       | 5      | 11          | 0          |
| R. Christie         | 24          | 10          | 3           | 1           | 4            | 3            | 0            | 0            | 3                   | 0                   | 0                   | 0                   | 14                | 7                 | 4                 | 0                 | 45       | 20     | 7           | 1          |
| L. Conell           | 0           | 0           | 0           | 0           | 0            | 0            | 0            | 0            | 0                   | 0                   | 0                   | 0                   | 0                 | 0                 | 0                 | 0                 | 0        | 0      | 0           | 0          |
| K. Dembélé          | 1           | 0           | 0           | 0           | 0            | 0            | 0            | 0            | 0                   | 0                   | 0                   | 0                   | 1                 | 0                 | 0                 | 0                 | 2        | 0      | 0           | 0          |
| K. Eboue            | 0           | 0           | 0           | 0           | 0            | 0            | 0            | 0            | 0                   | 0                   | 0                   | 0                   | 0                 | 0                 | 0                 | 0                 | 0        | 0      | 0           | 0          |
| O. Édouard          | 27          | 22          | 0           | 0           | 4            | 1            | 0            | 0            | 3                   | 0                   | 0                   | 0                   | 13                | 6                 | 3                 | 0                 | 47       | 29     | 3           | 0          |
| H. Elhamed          | 5           | 0           | 0           | 0           | 1            | 0            | 0            | 0            | 3                   | 0                   | 0                   | 0                   | 6                 | 0                 | 1                 | 0                 | 15       | 0      | 1           | 0          |
| M. Elyounoussi      | 10          | 4           | 0           | 0           | 3            | 1            | 1            | 0            | 3                   | 2                   | 0                   | 0                   | 6                 | 1                 | 1                 | 0                 | 22       | 8      | 2           | 0          |
| J. Forrest          | 28          | 10          | 0           | 0           | 2            | 0            | 0            | 0            | 3                   | 1                   | 0                   | 0                   | 14                | 5                 | 0                 | 0                 | 47       | 16     | 0           | 0          |
| F. Forster          | 28          | -15         | 1           | 0           | 2            | -1           | 1            | 0            | 2                   | -2                  | 0                   | 0                   | 7                 | -8                | 0                 | 0                 | 39       | -26    | 2           | 0          |
| J. Frimpong         | 14          | 2           | 2           | 0           | 3            | 0            | 1            | 0            | 2                   | 0                   | 0                   | 1                   | 1                 | 0                 | 0                 | 0                 | 20       | 2      | 3           | 1          |
| C. Gordon           | 0           | -0          | 0           | 0           | 0            | -0           | 0            | 0            | 2                   | -1                  | 0                   | 0                   | 4                 | -3                | 0                 | 0                 | 6        | -4     | 0           | 0          |
| L. Griffiths        | 21          | 9           | 2           | 0           | 4            | 2            | 0            | 0            | 1                   | 0                   | 0                   | 0                   | 7                 | 1                 | 1                 | 0                 | 33       | 12     | 3           | 0          |
| J. Hayes            | 13          | 1           | 1           | 0           | 3            | 0            | 0            | 0            | 4                   | 0                   | 1                   | 0                   | 6                 | 0                 | 0                 | 0                 | 26       | 1      | 2           | 0          |
| C. Hazard           | 0           | -0          | 0           | 0           | 1            | -3           | 0            | 0            | 0                   | -0                  | 0                   | 0                   | 0                 | -0                | 0                 | 0                 | 1        | -3     | 0           | 0          |
| E. Henderson        | 0           | 0           | 0           | 0           | 0            | 0            | 0            | 0            | 0                   | 0                   | 0                   | 0                   | 1                 | 0                 | 0                 | 0                 | 1        | 0      | 0           | 0          |
| J. Hendry           | 0           | 0           | 0           | 0           | 0            | 0            | 0            | 0            | 1                   | 0                   | 0                   | 0                   | 0                 | 0                 | 0                 | 0                 | 1        | 0      | 0           | 0          |
| M. Johnston         | 11          | 2           | 1           | 0           | 1            | 0            | 0            | 0            | 2                   | 1                   | 0                   | 0                   | 8                 | 2                 | 0                 | 0                 | 22       | 5      | 1           | 0          |
| C. Jullien          | 28          | 4           | 2           | 0           | 4            | 0            | 1            | 0            | 3                   | 0                   | 0                   | 0                   | 12                | 2                 | 2                 | 0                 | 47       | 6      | 5           | 0          |
| P. Klymala          | 2           | 0           | 0           | 0           | 1            | 0            | 0            | 0            | 0                   | 0                   | 0                   | 0                   | 0                 | 0                 | 0                 | 0                 | 3        | 0      | 0           | 0          |
| C. McGregor         | 30          | 9           | 2           | 0           | 3            | 1            | 1            | 0            | 4                   | 1                   | 1                   | 0                   | 14                | 2                 | 2                 | 0                 | 51       | 13     | 6           | 0          |
| L. Morgan           | 5           | 0           | 0           | 0           | 0            | 0            | 0            | 0            | 3                   | 0                   | 0                   | 0                   | 10                | 2                 | 1                 | 0                 | 18       | 2      | 1           | 0          |
| O. Ntcham           | 23          | 4           | 2           | 0           | 3            | 1            | 0            | 0            | 2                   | 2                   | 0                   | 0                   | 11                | 1                 | 0                 | 0                 | 39       | 8      | 2           | 0          |
| S. Robertson        | 0           | 0           | 0           | 0           | 0            | 0            | 0            | 0            | 0                   | 0                   | 0                   | 0                   | 1                 | 0                 | 0                 | 0                 | 1        | 0      | 0           | 0          |
| T. Rogić            | 15          | 2           | 0           | 0           | 4            | 0            | 0            | 0            | 2                   | 1                   | 0                   | 0                   | 2                 | 0                 | 0                 | 0                 | 23       | 3      | 0           | 0          |
| A. Ralston          | 2           | 0           | 0           | 0           | 0            | 0            | 0            | 0            | 0                   | 0                   | 0                   | 0                   | 2                 | 0                 | 0                 | 0                 | 4        | 0      | 0           | 0          |
| J. Šimunović        | 6           | 1           | 1           | 0           | 1            | 0            | 0            | 0            | 0                   | 0                   | 0                   | 0                   | 9                 | 0                 | 1                 | 0                 | 16       | 1      | 2           | 0          |
| S. Sinclair         | 2           | 0           | 0           | 0           | 0            | 0            | 0            | 0            | 1                   | 1                   | 0                   | 0                   | 4                 | 1                 | 0                 | 0                 | 7        | 2      | 0           | 0          |
| M. Šved             | 1           | 0           | 0           | 0           | 1            | 0            | 0            | 0            | 0                   | 0                   | 0                   | 0                   | 1                 | 1                 | 0                 | 0                 | 3        | 1      | 0           | 0          |
| G. Taylor           | 12          | 0           | 1           | 0           | 3            | 0            | 0            | 0            | 0                   | 0                   | 0                   | 0                   | 2                 | 0                 | 1                 | 0                 | 17       | 0      | 2           | 0          |